# Stockbach (Stunzach)
Der Stockbach oder Rohrbach ist ein etwa 6,4 km langer, westlicher und linker Zufluss der Stunzach im Gebiet der Städte Rosenfeld und der Gemeinde Vöhringen in den baden-württembergischen Landkreisen Rottweil und Zollernalbkreis.

## Geographie

### Verlauf
Der Ursprung des Stockbachs befindet sich nahe dem stillgelegten Gipsbruch bei Vöhringen-Wittershausen auf einer Höhe von ca. 547 m ü. NHN. Im Quellbereich befindet sich ein grundwassergefülltes Absetzbecken des Gipswerkes, das heute als Angelgewässer genutzt wird. Von hier fließt der Bach westwärts durch das Keltertal bzw. das Beuremer Tal. Er nimmt von rechts den Rindelbach auf und speist nahe dem Heiligenzimmerner Fabrikle einige Fischteiche. Er mündet im Gewann Untere Biegel auf einer Höhe von ca. 483 m ü. NHN von links und Westen in die Stunzach.
Der 6,4 km lange Lauf des Talbachs endet 64 Höhenmeter unterhalb seiner Quelle, er hat somit ein mittleres Sohlgefälle von etwa 10 ‰.

### Einzugsgebiet
Das ca. 10,7 km² große Einzugsgebiet liegt naturräumlich im Südwestlichen Albvorland. Sein höchster Punkt liegt im Süden auf dem Withau bei Brittheim auf 695,3 m ü. NHN. Im Westen grenzen die Einzugsgebiete der Neckarzuflüsse Mühlbach, Irslenbach und Schenkenbach. Im Norden konkurriert der Stockbach mit dem Danbach und im Süden mit dem Kirnbach an, die beide ebenfalls in die Stunzach münden.

### Zuflüsse
Hierarchische Liste, jeweils von der Quelle zur Mündung.
- (Bach aus den Hangenwiesen), von rechts und Süden beim Siegelhaus
- Rindelbach (Stockbach), von links und Südwesten

### LUBW
Amtliche Online-Gewässerkarte mit passendem Ausschnitt und den hier benutzten Layern: Lauf und Einzugsgebiet des Stockbachs

Allgemeiner Einstieg ohne Voreinstellungen und Layer: Daten- und Kartendienst der Landesanstalt für Umwelt Baden-Württemberg (LUBW) (Hinweise)
1. 1 2 3  Höhe ermittelt über WPS-Prozess (Geländehöhe).
2. ↑  Länge nach dem Layer Gewässernetz (AWGN).
3. ↑  Einzugsgebiet nach dem Layer Basiseinzugsgebiet (AWGN).

### Andere Belege
1. ↑  Marzell Steinmetz: Idyllisches Anglerparadies im Aspach. In: Schwarzwälder Bote. 18. April 2012, abgerufen am 24. November 2021.
2. ↑  Friedrich Huttenlocher: Geographische Landesaufnahme: Die naturräumlichen Einheiten auf Blatt 178 Sigmaringen. Bundesanstalt für Landeskunde, Bad Godesberg 1959. → Online-Karte (PDF; 4,3 MB)